# Calea ferată Szolnok–Arad
Calea ferată Szolnok–Arad este o cale ferată principală în Ungaria și România. Ea traversează estul Câmpiei Panonice. Din cei 153 km ai traseului, 125 km se află pe teritoriul Ungariei și 28 km pe teritoriul României.

## Istoric
Această cale ferată a fost construită odată cu apariția primelor rețele de căi ferate pe teritoriul Ungariei (din cadrul 
monarhiei austro-ungare). Construirea traseului Szolnok–Arad s-a făcut după un plan de dezvoltare a rețelei de căi ferate din estul Câmpiei Panonice, ea urmând după punerea în funcțiune a căii ferate de la Budapesta la Szolnok (în 1847) și a celei de la Szolnok la Debrecen (în 1857).
La 10 noiembrie 1856 guvernul austro-ungar a concesionat, începând cu 1 ianuarie 1857, companiei Căile Ferate ale Tisei (în germană Theißbahn-Gesellschaft și în maghiară Tiszavidéki vasút) – o companie feroviară privată – construcția și exploatarea acestei căi ferate și a altora pe o perioadă de 90 ani.
Calea ferată se conecta în satul Szajol, aflat la câțiva kilometri est de Szolnok, la calea ferată Szolnok–Debrecen, deja-existentă. În procesul de construcție, s-au executat 37 poduri de lemn, dintre care cel mai lung este cel de peste râul Criș.
Traseul feroviar Szolnok–Arad a fost pus în funcțiune la 25 octombrie 1858 și exploatat la început de compania Căile Ferate ale Tisei. După Compromisul austro-ungar din 1867 o parte din acțiunile societății au fost preluat de statul ungar; în 1880 a urmat naționalizarea completă și transferul către compania feroviară ungară de stat MÁV.
După sfârșitul primului război mondial și recunoașterea Unirii Transilvaniei cu România prin Tratatul de la Trianon, partea de est a traseului a ajuns pe teritoriul României și a fost preluată de compania feroviară română de stat CFR. Gările din Lőkösháza și Curtici au ajuns stații de frontieră.

## Situație actuală
Calea ferată Szolnok–Arad este electrificată și cu linie dublă de la Szolnok până la Békéscsaba și de la Curtici până la Arad. Între Békéscsaba și Curtici este cu linie simplă. Ea este încă una dintre cele mai importante legături între Ungaria și România și o parte a Coridorului IV Pan-european. Pe acest traseu circulă zilnic mai multe trenuri accelerate și personale. Această cale ferată este importantă și pentru transportul de mărfuri între România și țările din Europa Centrală de Vest.

## Fotogalerie

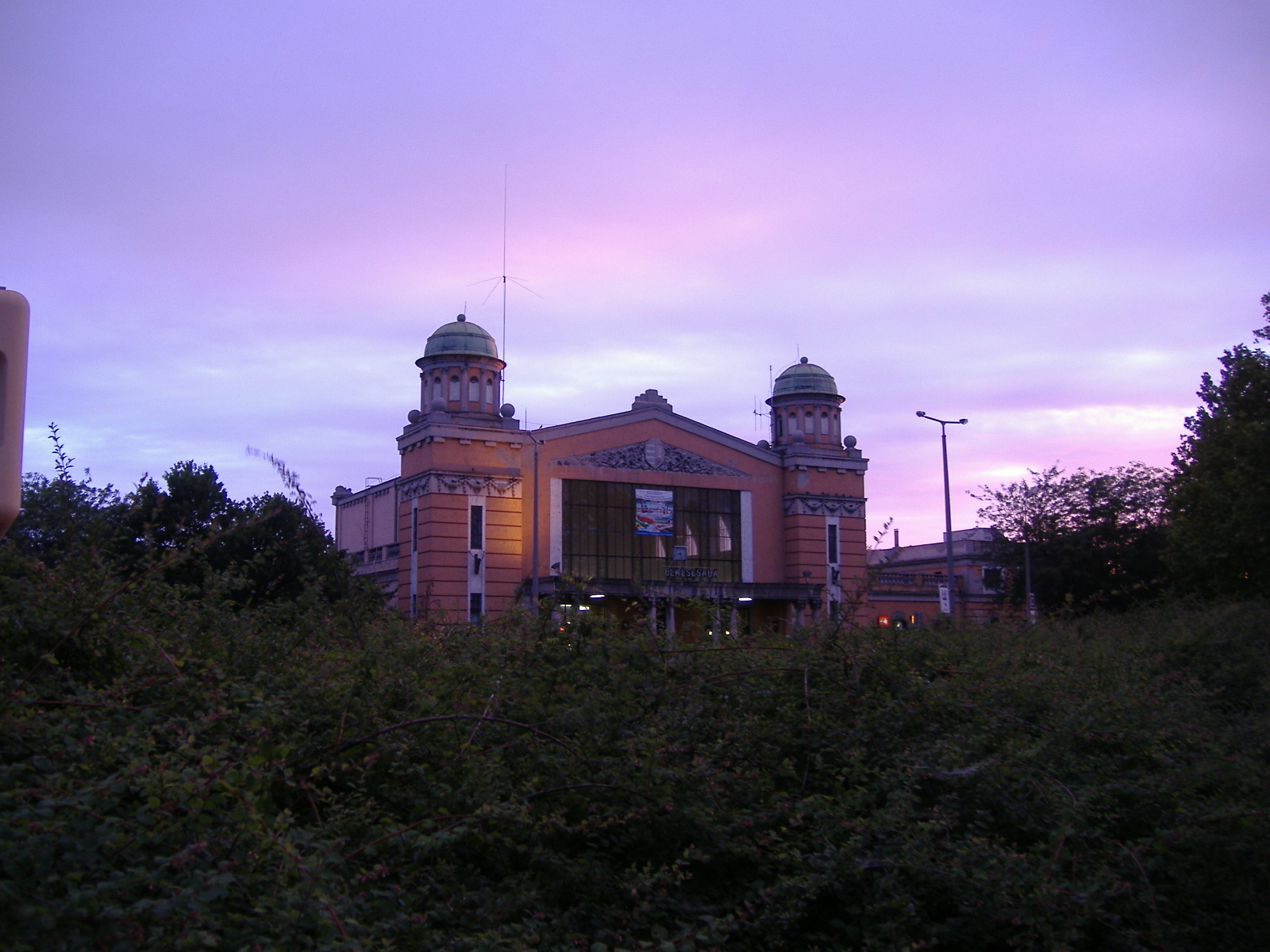
Gara din Békéscsaba, văzută dinspre oraș
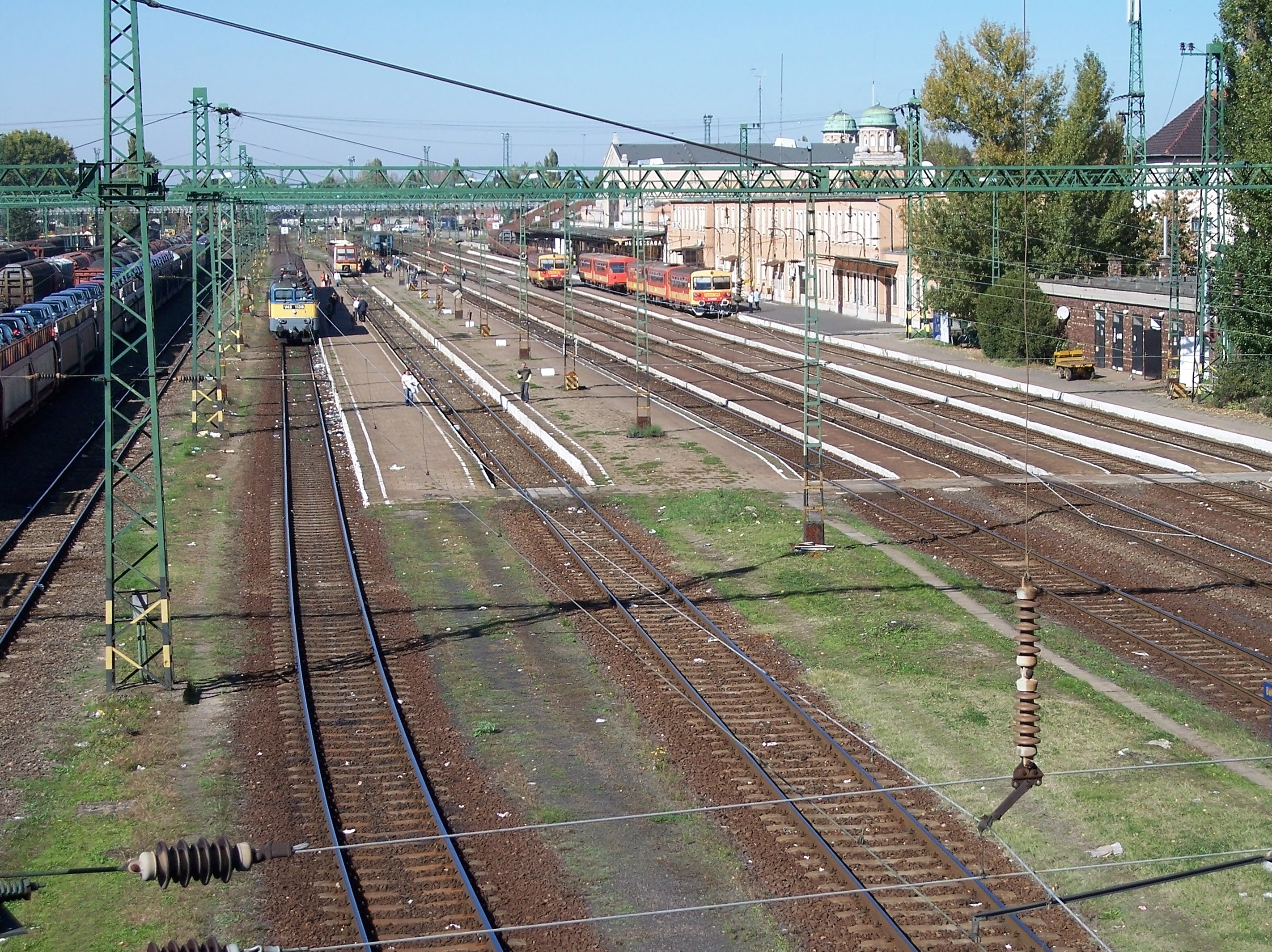
Gara din Békéscsaba
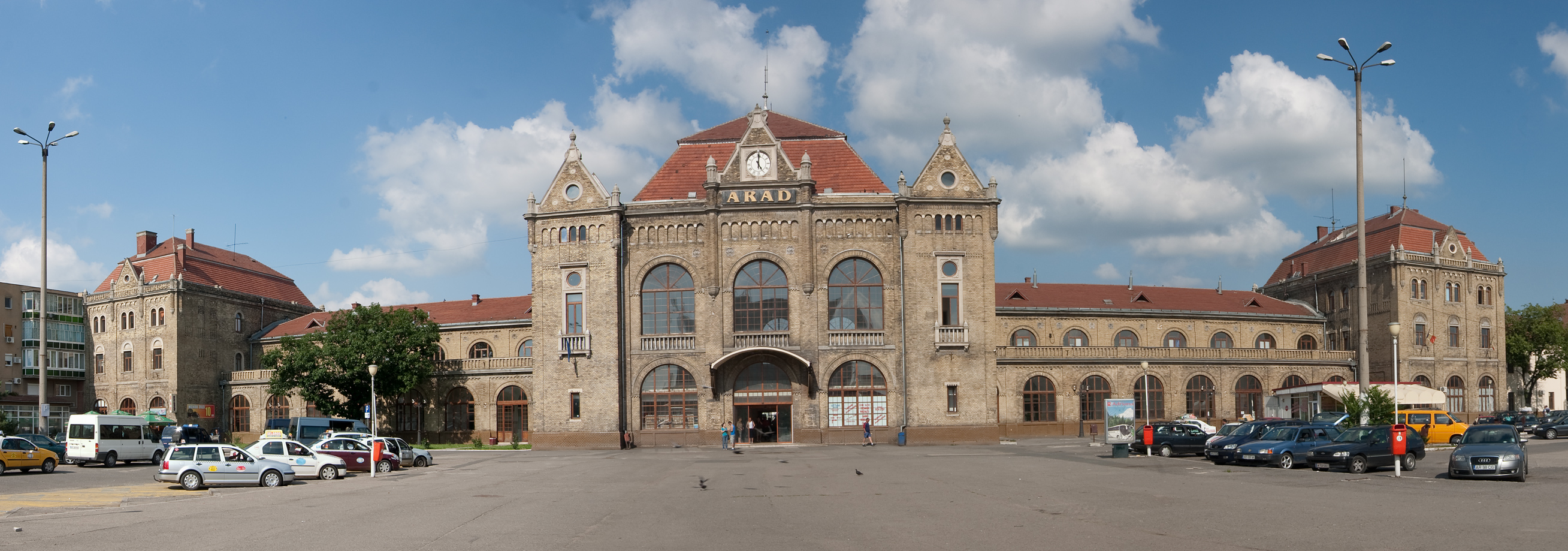
Gara Centrală din Arad